# 魯比氏毛鼻鯰
魯比氏毛鼻鯰，為輻鰭魚綱鯰形目毛鼻鯰科的其中一種，為熱帶淡水魚，分布於南美洲巴西聖弗朗西斯科河中部洞穴溪流流域，體長可達6.4公分，棲息在石灰岩洞穴溪流底層水域，生活習性不明。

## 扩展阅读
維基物種上的相關：魯比氏毛鼻鯰